# Ascoliella
Ascoliella es un género de foraminífero planctónico de la de la familia Favusellidae, de la superfamilia Rotaliporoidea, del suborden Globigerinina y del orden Globigerinida. Su especie tipo es Ascoliella scotiensis. Su rango cronoestratigráfico abarca desde el Aptiense superior hasta el Albiense (Cretácico inferior).

## Descripción
Ascoliella incluía foraminíferos planctónicos con conchas trocoespiraladas, con forma globular cóncavo-convexa; sus cámaras eran subglobulares a reniformes, creciendo en tamaño de forma moderada; presentaban 5 a 7 cámaras en la última vuelta de espira; el ombligo es medianamente amplio y profundo; su contorno era lobulado y su periferia redondeada; las suturas intercamerales son radiales e incididas; su abertura era umbilical a umbilica-extraumbilical, con forma de arco y bordeada por un estrecho labio; presentaban pared calcítica hialina, finamente perforada, y una superficie fuertemente reticulada (favosa), con crestas interporales que dejan un espacios interiores del retículo muy amplios.

## Discusión
Clasificaciones posteriores incluyen Ascoliella en la Superfamilia Favuselloidea.

## Paleoecología
Ascoliella, como Favusella, incluía probablemente especies con un modo de vida planctónico (o meroplanctónico o ticoplanctónico), de distribución latitudinal cosmopolita, y habitantes pelágicos de aguas superficiales (medio nerítico y epipelágico).

## Clasificación
Ascoliella incluye a las siguientes especies:
- Ascoliella nitida †
- Ascoliella quadrata †
- Ascoliella scitula †
- Ascoliella voloshinae †